# Waier (Gemeinde Matrei in Osttirol)
Waier, ist eine Fraktion der Gemeinde Matrei in Osttirol. Die Ortschaft liegt im Matreier Talkessel und wird heute von 199 Menschen bewohnt (Stand: 1. Jänner 2024). Waier ist nach dem Matreier Markt die einwohnerstärkste Ortschaft der Gemeinde.

## Geographie
Waier liegt südlich und südwestlich des Matreier Marktes. Zusammen mit den benachbarten Dörfern Ganz im Westen und Bichl im Osten bildet Waier eine Streusiedlung im Süden des Matreier Marktes, die von der Bevölkerung als „Echlerwasser“ bezeichnet wird. Die zu Waier gehörenden Häuser liegen dabei weit verstreut. Am südlichen Ufer der Isel, zwischen Ganz und Bichl, bestehen zwei Häusergruppen, die aus jeweils vier bis fünf Häusern bestehen. Zudem liegen südlich der Isel am Abhang des Zunigs die Bauernhöfe Feldner, Gassen, Abfalter und Wolsegger, wobei der Bauernhof Wolsegger der höchstgelegene Bauernhof Waiers ist. Zu Waier gehören jedoch auch die wesentlich größeren Siedlungen in jenem Gebiet, das von der Isel im Süden, dem Tauernbach im Osten und dem Virger Berg im Norden begrenzt wird. Dazu zählen Bruggen, die Zedlacher Straße, die Siedlung Auerfeld sowie mehrere Häuser weiter westlich an der Virgentalstraße um die Bauernhöfe Wallner und Rabenkopf. Zudem gehört auch der weiter westlich gelegene Bauernhof Unterruggenthaler zu Waier. Waier ist Teil der Katastralgemeinde Matrei in Osttirol Land.

## Geschichte
1869 bestand „Weier“ aus 29 Häusern, in denen 128 Menschen lebten. Durch die Errichtung der Siedlung Auerfeld und anderer Neubauten wuchs Waier bis 2001 auf rund die doppelte Bevölkerungszahl an. 